# Ayo
Ayo, artistnamn för Ayodele Ajayi Eriksson, född den 29 september 1974 i Nigeria, är en svensk före detta hiphopartist kanske mest känd för singeln Betongdjungelboken som var med på debutalbumet Föder nåt nytt (1999). 
Ayo föddes i Nigeria med svensk mor och nigeriansk far men han och modern lämnade Nigeria när han var barn.
Efter problem med skivbolaget i samband med hans andra album Del 2: Uppföljaren 2001, med bland annat singeln Det spökar, slutade Ayo helt med musik och albumet gavs aldrig ut.
Efter sin musikkarriär har Ayo konverterat till islam, och är numera instruktör i Brasiliansk jiu-jitsu samt arbetar för Lugna gatan. Han är far till hiphopartisten Thrife.

## Diskografi

### One Eye-Q=Young Wizdom

#### Trouble Row (1992)
Trouble Row är rapparen Ayos första skiva, som gjordes under gruppnamnet One Eye-Q=Young Wizdom. En grupp han hade tillsammans med Andreas Melin/"Broadcaster D". Den återfanns även på soundtracket till filmen Sökarna.
1. "Trouble Row" (Extended Mix)
2. "Trouble Row" (A Type of Jazz Mix)
3. "Trouble Row" (Album version)
4. "Blak Prince" (Extended Mix)"
5. "No Rap?"
6. "Blak Prince" (Album version)
7. "Blak Prince" (Acapella Dub)

#### Karl XII (1992)
Karl XII är hans första låt på svenska.
1. "Karl XII (Meddelande från Graven)" (3:34)
2. "Karl XII (Message from the Grave)" (3:34)

#### B-Yourself (1992)
B-Yourself är gruppens sista singel innan skivbolagspolitik såg till att gruppens album aldrig släpptes till allmänheten.
1. "B-Yourself" (5:15)
2. "Nobody X-Cluded" (3:30)
3. "B-Yourself" (Broadcasters Funky Vinal Jam)" (5:50)
4. "Sounds Nordic" (Radio Beats)" (3:18)

### Solo

#### Föder Nåt Nytt (1999)
Föder Nåt Nytt är rapparen Ayos första egna album. Den innehåller bland annat singlarna "Betongdjungelboken" och "Många Som Väntar".
1. "Föder Nåt Nytt" (4:11)
2. "Splittrad Familj" (4:42)
3. "Betongdjungelboken" (4:18)
4. "Översättning" (3:54)
5. "Polispådrag" (3:43)
6. "Bakom Galler (Häktet, Del 2)" (4:47)
7. "Avundsjuka" (med Dogge Doggelito) (4:01)
8. "Mina Barn" (3:48)
9. "Telefonterror" (4:14)
10. "Gudinnor" (med Fre) 3:38
11. "Horoskop" (0:58)
12. "Din Stil E Fallen" (4:59)
13. "Checka Det Här" (med ADL) (4:59)
14. "Baitare" (1:02)
15. "Många Som Väntar" (4:23)

#### Del 2: Uppföljaren (Eg. 2001)
Del 2: Uppföljaren skulle egentligen vara Ayos andra soloalbum, men problem med skivbolagen, och Bananrepublikens splittring hindrade albumet att släppas. Den innehåller bl.a. singlarna "Det Spökar" och "Ayooo".
1. "Intro" (1:48)
2. "Ayo E Här Nu" (4:03)
3. "Det Svider" (3:18)
4. "Det Spökar" (3:57)
5. "Olaga Intrång" (3:40)
6. "Auktion" (1:14)
7. "360 km i Timmen" (3:42)
8. "Brevet Från Förorten" (3:10)
9. "100% Kvalitet" (4:34)
10. "Ayooo" (3:38)
11. "Mina Kids" (0:58)
12. "Tiden Går" (4:01)
13. "Det Ni Vill Ha" (4:14)
14. "Swing N Droop" (1:02)
15. "Fyra Element" (3:57)
16. "För Mycket, För Lite, Mitt Emellan" 3:56
17. "Eh Åh Eh Åh" (3:40)
18. "Smaskens" (4:03)
19. "Slå Larm" (4:03)
20. "Javisst" (3:49)
21. "Outro" (2:00)